# 商周初
商周初（1576年—1639年），字恒仲，號諶軒，浙江紹興府會稽縣人，明朝政治人物。

## 生平
萬曆四十六年（1618年）戊午科應天鄉試舉人，崇禎元年（1628年）戊辰科進士，任商城縣知縣，擢官兵科給事中，外任广东琼州兵备道佥事，任內中整治弊端，教民礼乐，轉任湖广右参议，常鎮兵备，崇祯十二年卒，年六十四。

## 家族
曾祖商廷試。祖父商為正。父商維河。兄商周祚。
妻张氏为庠生张汝为女，母親陈氏，抚孤子张焜芳成年，与女婿商周初同榜登進士，獲奉旨建坊旌奖節孝。